# El Rancho (Kalifornija)
El Rancho je naseljeno područje za statističke svrhe u američkoj saveznoj državi Kalifornija. Prema popisu stanovništva iz 2010. u njemu je živjelo 124 stanovnika.